# Cremastus primus
Espèce
Cremastus primus est une espèce fossile d'insectes Hyménoptères de la tribu des Crémastides (sous-famille des Ophioninae, famille des Ichneumonidae). Selon Paleobiology Database en 2022, c'est la seule espèce fossile du genre Cremastus.

## Classification
L'espèce Cremastus primus est décrite en 1937 par le paléontologue français Nicolas Théobald (1903-1981) dans sa thèse. 

### Fossiles
L'holotype R939, ainsi que R956 (empreinte et contre-empreinte) de l'ère Cénozoïque, et de l'époque Oligocène (33,9 à 23,03 Ma) faisait partie de la collection Mieg du musée de Bâle en Suisse et vient du gisement de Kleinkembs (mine de sel).

### Étymologie
L'épithète spécifique primus signifie en latin « la première ».

## Description

### Caractères
La diagnose de Nicolas Théobald en 1937, : 

« Insecte de coloration noire sur tête, thorax et fémur ; brune sur abdomen et tibia, brunâtre sur tarière. aile brun clair avec stigma noir.
Tête écrasée ; deux gros yeux proéminents ; antennes filiformes, aussi longues que le corps ; thorax bombé, nettement segmenté, métanotum convexe ; thorax plus long que haut. Abdomen élancé, recourbé ; huit segments et une tarière ayant les trois quarts de la longueur de l'abdomen ; premier segment allongé, la partie basale est pétiolée, l'extrémité est légèrement renflée ; le sixième segment est le plus gros ; les troisième, cinquième, sixième et septième segments portent une bande transversale claire. Pattes longues avec fémurs assez forts ; tibias III dépassent l'extrémité de l'abdomen. Ailes bien conservées, se recouvrant en partie sur l'échantillon ; nervation bien visible (v. fig), stigma subtriangulaire ; nervure radiale part du milieu du stigma, pas d'aréole ; nervure récurrent débouchant au-delà de la nervure aréolaire ; microtriches abondantes dans l'aire sous-costale, clairsemées dans les autres cellules. ».

### Dimensions
La longueur totale est de 10,5 mm (y compris tarière), la longueur de l'abdomen est de 4,5 mm et de la tarière 3 mmm.

### Affinités
« L'absence de l'aréole, l'abdomen comprimé latéralement et pétiolé, nous a conduit à attribuer cet échantillon aux Ophioninae. dans le g. Cremastus la nervation des ailes est identique. Ce genre a une extension universelle ».

### Publication originale
- [1937] Nicolas Théobald, « Les insectes fossiles des terrains oligocènes de France 473 p., 17 fig., 7 cartes,13 tables, 29 planches hors texte », Bulletin Mensuel de la Société des Sciences de Nancy et Mémoires de la Société des sciences de Nancy, Imprimerie G. Thomas,‎ 1937, p. 1-473 (ISSN 1155-1119 et 2263-6439, OCLC 786027547). .